# Le Masque de l'oubli
Le Masque de l'oubli (titre original : The Mask) est un roman écrit par Dean Koontz en 1981, originellement paru sous son pseudonyme de Owen West. Koontz a ensuite réédité le roman sous son propre nom.

## Résumé
Carol et Paul, un couple marié, ont un fort désir d'adopter un enfant. Carol était autrefois une adolescente enceinte en difficulté qui a donné son enfant en adoption. Lors de l'accouchement, difficile, elle manqua perdre la vie et perdit sa capacité à porter de nouveau un autre enfant.
Une série d'événements étranges commencent alors à se produire : Temps étrange (thème prédominant dans le livre); Carol et sa mère adoptive Grace partageant des rêves menaçants et terrifiants à propos de bruits horribles au cœur de la nuit, d'un visage ensanglanté dans un miroir et d'une hache tranchante comme un rasoir; le chat de Grace qui semble subir de mystérieux changements de comportement; d'étranges sons et phénomènes poltergeistic dans la maison de Tracy.
Un jour, une belle adolescente blonde apparaît au milieu de la circulation au cours d'une journée animée. Surgissant de nulle part, elle marche juste devant la voiture de Carol qui la heurte, sans toutefois la blesser gravement.
Carol commence à rendre visite à l'adolescente à l'hôpital, poussée autant par son sentiment de culpabilité de l'avoir heurtée que par son amour pour les enfants. La jeune fille, d'un caractère doux et agréable, souffre d'amnésie sélective et ne se souvient de rien, pas même de son nom ni d'où elle vient. Elle est surnommée Jane Doe, et Carol et Jane développent rapidement un lien sincère l'une avec l'autre. En quelques jours, aucune famille ne vient la réclamer et elle n'a nulle part où aller à sa sortie de l'hôpital. Carol et Paul, la voyant comme l'enfant qu'ils n'ont jamais eue, l'accueillent en attendant que la famille de la jeune fille puisse la localiser et la ramener chez elle.
Jane a également partagé les mêmes rêves bizarres que Carol et Grace, mais ces rêves lui font peur et elle décide de les garder pour elle.
Carol, en tant que pédopsychiatre, commence à traiter Jane par hypnothérapie, espérant que cela l'aidera à se remettre de son amnésie et à se souvenir de son passé. Elle est curieuse de constater que la fille parle d'une voix anormale sous hypnose, devient parfois vile et revendique plus d'un passé.
Carol emmène la jeune fille dans sa cabane dans les montagnes pour prendre l'air et se dépayser, prévoyant de continuer leurs séances là-bas, sans savoir le danger dans lequel elles se retrouveront là-bas. 
Paul et Grace, qui ont obtenu de nombreux indices tout au long du livre, devront combattre les forces mystiques et paranormales qui luttent pour les empêcher de sauver Carol et Jane dans la cabane.